# Curl a Color
Curl a Color（カラカラ）は、日本のロックコンビ。東京都出身。

## 概要
Twitterを通じて東京で結成された二人組。主にサイケこうせんが歌詞を作り、いもと。が作曲を行う。歌詞に陰鬱な要素が多く、神聖かまってちゃんやクリープハイプと系統が似ている。
また、YouTubeに自主制作PVをアップロードしている。
ライブでは弾き語り的なスタイルをとり、いもと。がギターとコーラスを、サイケこうせんがメインでボーカルを担当している。

## ディスコグラフィー

### シングル&EP
- はたし (2020年9月27日)

### ミュージックビデオ
- 新宿